# Szamos (folyóirat)
Szamos címmel Szatmárnémeti székhellyel időben egymást követően több periodikum is megjelent.
1. Szatmárnémetiben megjelenő politikai napilap. Fejlécében mint alapítási év 1868 szerepel, de 1869-ben indult, s folyamatosan jelent meg 1944 őszéig (közben a magyar helységnevek sajtóbeli használatának hatósági tilalma miatt 1936–37-ben Szabadsajtó, 1937 és 1940. szeptember 5-e között megint Szamos címmel; alcíme 1924–38 között „a Szatmár városi és Szatmár megyei Magyar Párt tagozatának hivatalos lapja”, 1942. szeptember 9-től „keresztény politikai napilap”. Felelős szerkesztője 1937-ig Dénes Sándor, 1937 augusztusától Fekete Lajos; főmunkatárs Figus Albert. Ő 1940 októberétől felelős szerkesztőként szerepel (1941-től Figus-Illinyi Albert néven); 1944. szeptember 16-án a lap Szatmárnémeti szovjet bombázásával és a főszerkesztő halálával szűnt meg.
1926 és 1928 között szerkesztője volt Bukarestben (Farkas Aladár), 1926–31 között Máramarosszigeten (Lengyel István), Felsőbányán 1929–31 között (Opulschi István), Nagykárolyban 1931-ben (Berey Géza). Belső munkatársai 1940–44 között Antal Sándor, Boros István, Koncsek László.
1918 előtt éppúgy, mint a két világháború között politikai és közéleti anyaga mellett, főképp vasárnapi és ünnepi számaiban szépirodalmat, a város irodalmi, művelődési, színházi életével kapcsolatos cikkeket is közölt. Hasábjain 1918 előtt találkozunk Bársony István, Bibó Lajos, Bródy Sándor, Eötvös Károly, Gárdonyi Géza, Herczeg Ferenc, Jókai Mór, Juhász Gyula, Kabos Ede, Krúdy Gyula, Malonyai Dezső, Mikszáth Kálmán, Pakots József, Pósa Lajos, Reviczky Gyula, Rudnyánszky Gyula, Sas Ede, Somlyó Zoltán, Szomaházy István, Teleki Sándorné, Tóth Kálmán írásaival.
2. Ugyancsak Szatmárnémetiben, 1990 júliusában indított „polgári lap”. Kéthetenként jelent meg Kőmíves Balázs (1938-) színész, újságíró, népművelő szerkesztésében, fejlécében az 1869-ben (a fejlécben hibásan 1868 szerepel) alapított lapelődre való utalással, de új évfolyamszámozással. Mindössze az év novemberéig jelent meg, rendszertelenül.
3. Szatmári Magyar Hírlap
4. 2019-ben újraindították társadalmi, közéleti, kulturális havilapként. Főszerkesztője Elek György.